# An Lushan
An Lushan (ur. ok. 703, zm. 757) – przywódca rebelii w Chinach skierowanej przeciwko władcom z dynastii Tang.

## Wczesna kariera
Jego ojciec był Sogdyjczykiem, zaś matka pochodziła z arystokratycznej rodziny tureckiej. Rodzina mieszkała na terenach dzisiejszej Mandżurii. Jego przodkowie służyli w chińskiej armii jako najemnicy. W wieku 33 lat był jednym z głównych wodzów cesarskich sił zbrojnych. Władcy z dynastii Tang często obsadzali wysokie stanowiska państwowe i wojskowe osobami obcego pochodzenia, które uważali za mniej podatnych na dworskie intrygi. An Lushana mianowano więc gubernatorem wojskowym trzech prowincji na wschodzie Chin. Cieszył się poparciem cesarza Xuanzonga i często gościł na jego dworze.

## Bunt przeciw cesarzowi
Zaufanie cesarza do młodego wodza okazało się całkowicie nieuzasadnione. W 755 roku An Lushan otwarcie wystąpił przeciw władcy i sam ogłosił się cesarzem, pierwszym monarchą z dynastii Yan. Powstanie An Lushana spotkało się ze stosunkowo dużym poparciem społecznym, gdyż ostatnie lata przed jego wybuchem Chiny dotknęła cała seria klęsk żywiołowych. Ponieważ w chińskiej tradycji cesarz odpowiadał za zachowanie w przyrodzie naturalnego porządku, więc spadające na kraj klęski uznawano za dowód, że jest nieodpowiednim władcą. Inną przyczyną poparcia buntu były ciężary nakładane przez państwo na ubogą ludność kraju.
Zwolennicy An Lushana szybko pokonali wojska cesarskie i opanowali północne Chiny. Jednak An Lushanowi nie było dane długo cieszyć się władzą. Nasilenie choroby oczu i skóry, powstałej być może w wyniku cukrzycy, zaczęło wywoływać napady bólu, powodujących z kolei wybuchy gniewu. Ofiarami coraz bardziej nieobliczalnego zachowania stawali się często najbliżsi współpracownicy. Nikt nie był pewien swojego bezpieczeństwa. W rezultacie An Lushan został zamordowany przez własnego syna An Qingxu w styczniu 757 roku.

## Konsekwencje rebelii
Ostatecznie Tangom udało się stłumić powstanie i powrócić na tron cesarski. Jednak dynastia nigdy już nie odzyskała dawnej potęgi i chwały. W 906 roku imperium Tangów ostatecznie upadło, a zwierzchność nad Chinami przeszła w ręce władców z dynastii Liao.